# Balbronn
Balbronn [balbʁɔn]  est une commune française située dans la circonscription administrative du Bas-Rhin et, depuis le 1er janvier 2021, dans le territoire de la Collectivité européenne d'Alsace, en région Grand Est. C'est une communauté voisine de Westhoffen.
Cette commune se trouve dans la région historique et culturelle d'Alsace.

## Géographie

### Localisation
Cité viticole se situant sur la Route des Vins d'Alsace, le village fait partie  de l'arrondissement de Molsheim et du canton de Saverne. Il est situé à 25 kilomètres à l'ouest de Strasbourg.
Les communes limitrophes sont Bergbieten, Cosswiller, Flexbourg, Still, Traenheim et Westhoffen.

### Géologie et relief
Hydrogéologie et climatologie : Système d’information pour la gestion de l’Aquifère rhénan, par le BRGM :
Territoire communal : Occupation du sol (Corinne Land Cover); Cours d'eau (BD Carthage),
Géologie : Carte géologique; Coupes géologiques et techniques,
 Hydrogéologie : Masses d'eau souterraine; BD Lisa; Cartes piézométriques.

### Hydrographie
La commune est dans le bassin versant du Rhin au sein du bassin Rhin-Meuse. Elle est drainée par le ruisseau Schleithal et le ruisseau l'Englischgraben,.

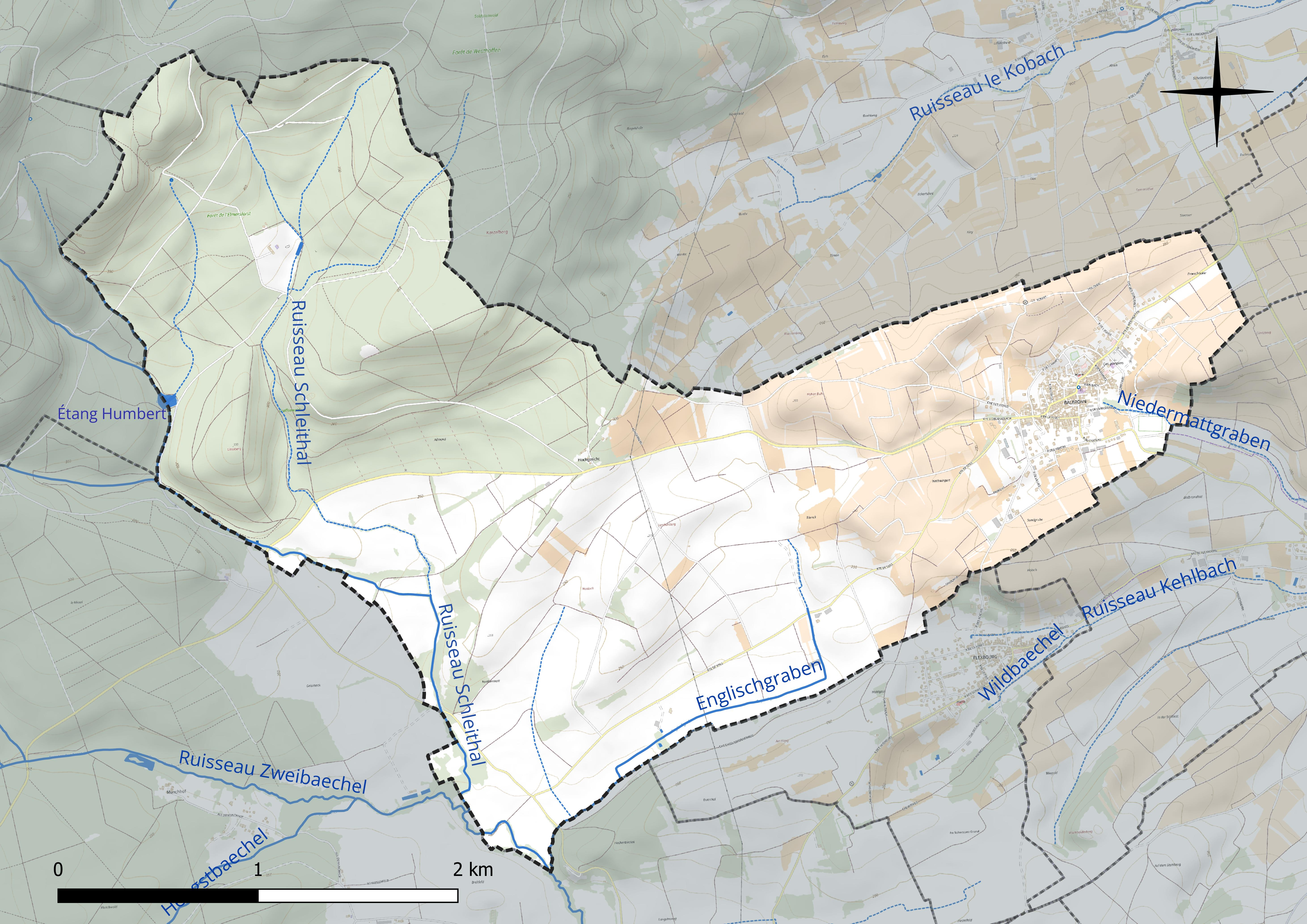
Réseau hydrographique de Balbronn.

Un plan d'eau complète le réseau hydrographique : l'étang Humbert, d'une superficie totale de 0,6 ha (0,4 ha sur la commune),.

### Climat
Pour des articles plus généraux, voir Climat du Grand Est et Climat du Bas-Rhin.
En 2010, le climat de la commune est de type climat des marges montargnardes, selon une étude du Centre national de la recherche scientifique s'appuyant sur une série de données couvrant la période 1971-2000. En 2020, Météo-France publie une typologie des climats de la France métropolitaine dans laquelle la commune est exposée à un climat semi-continental et est dans la région climatique  Vosges, caractérisée par une pluviométrie très élevée (1 500 à 2 000 mm/an) en toutes saisons et un hiver rude (moins de 1 °C). 
Pour la période 1971-2000, la température annuelle moyenne est de 10,3 °C, avec une amplitude thermique annuelle de 17,5 °C. Le cumul annuel moyen de précipitations est de 765 mm, avec 9,5 jours de précipitations en janvier et 10,5 jours en juillet. Pour la période 1991-2020, la température moyenne annuelle observée sur la station météorologique de Météo-France la plus proche, « Wangenbourg_sapc », sur la commune de Wangenbourg-Engenthal à 11 km à vol d'oiseau, est de 9,9 °C et le cumul annuel moyen de précipitations est de 1 131,8 mm. 
La température maximale relevée sur cette station est de 36,4 °C, atteinte le 25 juillet 2019 ; la température minimale est de −16,9 °C, atteinte le 7 février 2012,,. 
Les paramètres climatiques de la commune ont été estimés pour le milieu du siècle (2041-2070) selon différents scénarios d'émission de gaz à effet de serre à partir des nouvelles projections climatiques de référence DRIAS-2020. Ils sont consultables sur un site dédié publié par Météo-France en novembre 2022.

## Urbanisme

### Typologie
Au 1er janvier 2024, Balbronn est catégorisée commune rurale à habitat dispersé, selon la nouvelle grille communale de densité à sept niveaux définie par l'Insee en 2022.
Elle est située hors unité urbaine. Par ailleurs la commune fait partie de l'aire d'attraction de Strasbourg (partie française), dont elle est une commune de la couronne,. Cette aire, qui regroupe 268 communes, est catégorisée dans les aires de 700 000 habitants ou plus (hors Paris),.

### Occupation des sols
L'occupation des sols de la commune, telle qu'elle ressort de la base de données européenne d’occupation biophysique des sols Corine Land Cover (CLC), est marquée par l'importance des territoires agricoles (57,7 % en 2018), en diminution par rapport à 1990 (59,2 %). La répartition détaillée en 2018 est la suivante : 
forêts (37,9 %), terres arables (29,2 %), cultures permanentes (20,7 %), zones urbanisées (4,4 %), zones agricoles hétérogènes (4,4 %), prairies (3,4 %). L'évolution de l’occupation des sols de la commune et de ses infrastructures peut être observée sur les différentes représentations cartographiques du territoire : la carte de Cassini (XVIIIe siècle), la carte d'état-major (1820-1866) et les cartes ou photos aériennes de l'IGN pour la période actuelle (1950 à aujourd'hui).

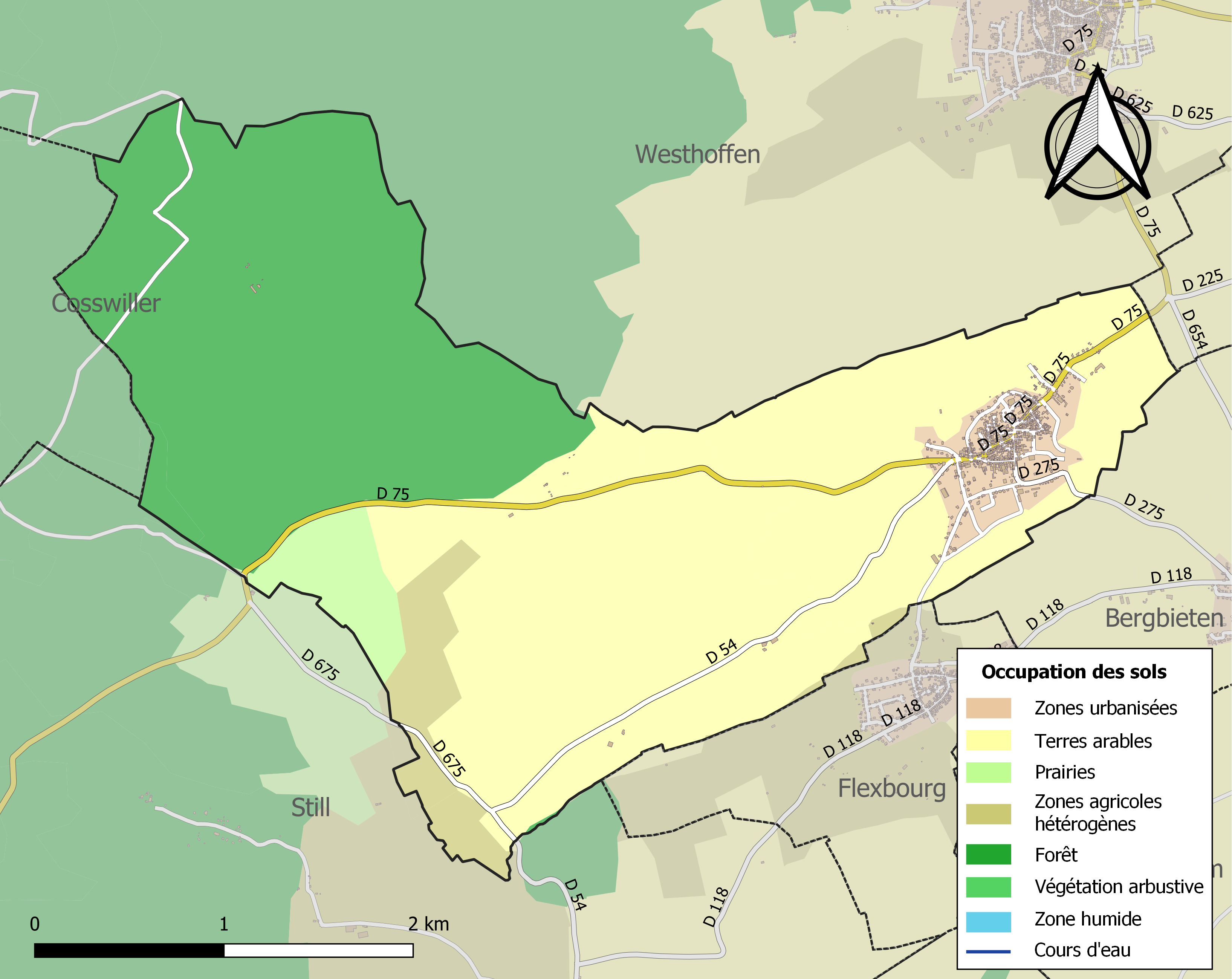
Carte des infrastructures et de l'occupation des sols de la commune en 2018 (CLC).

### Voies de communications et transports

#### Voies routières
- A35, aussi appelée autoroute des cigognes ou l'Alsacienne : Échangeurs Innenheim, Trautergersheim, Entzheim.
- A350 : A35 Basel.
- A351 : N4 (Wasselonne - Saverne), Échangeur : Oberhausbergen - Wolfisheim.
- A352 : Échangeur N420/ D500 Molsheim - Obernai, A35 - A355 (GCO).
- A4, aussi appelée autoroute de l’Est :  Échangeurs Saverne, Bischheim, Hoenheim.

#### Transports en commun
- Transports en Alsace.
- Fluo Grand Est.

#### Lignes SNCF

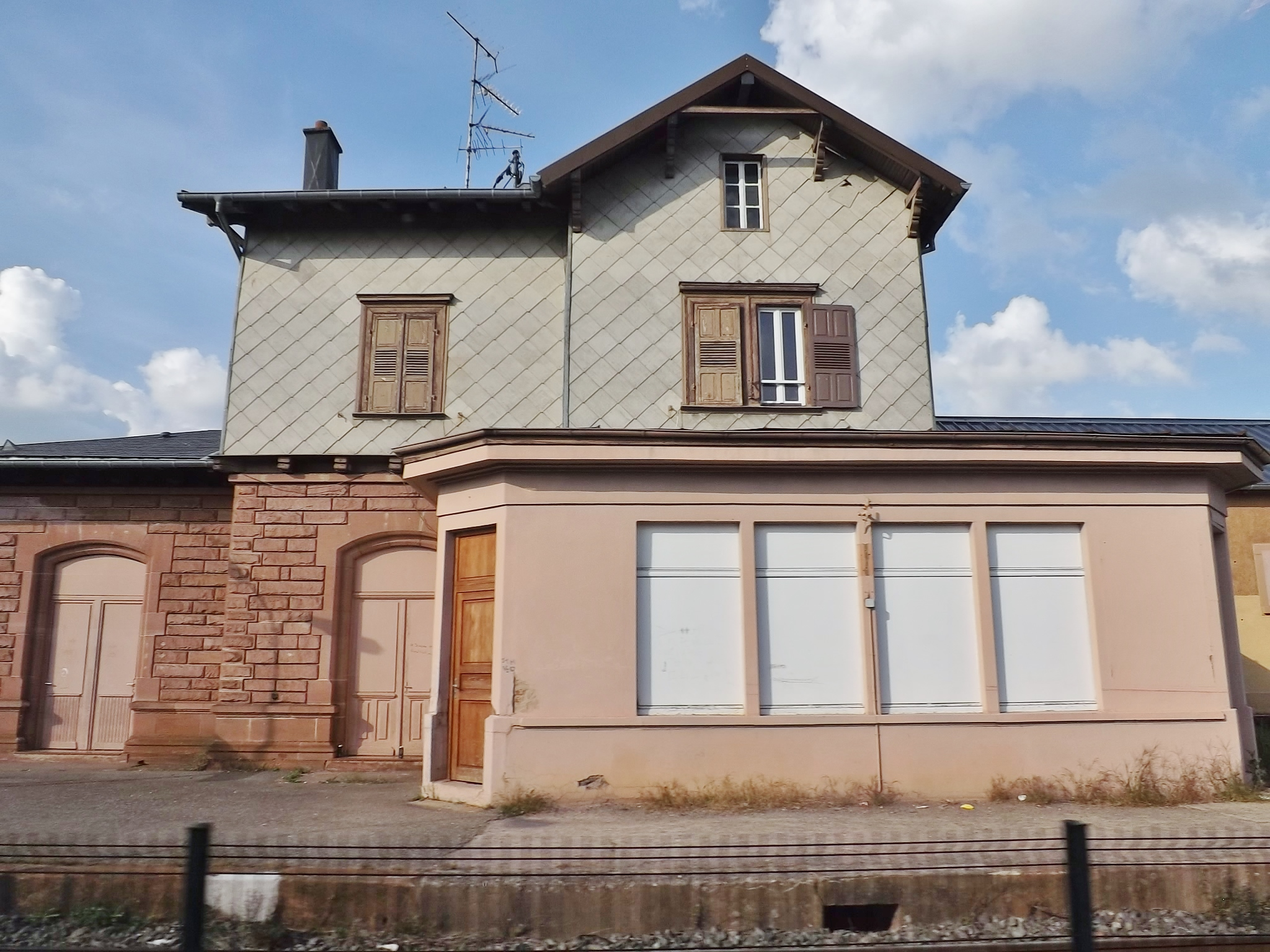
Gare de Gresswiller.

- Gare de Gresswiller.
- Gare de Mutzig.
- Gare de Molsheim.
- Gare de Heiligenberg - Mollkirch.
- Gare de Dorlisheim.

### Risques naturels et technologiques
Commune située dans une zone 3 de sismicité modérée.

## Histoire
Hertzog, dans sa chronique, qualifie Balbronn de Staettlin (petite ville). L'église est très ancienne. À l'intérieur de celle-ci se trouve une pierre tombale de 1574 qui renferme les restes de Jean de Mittelhausen et de sa femme Barbe Hufel.

### Juifs à Balbronn

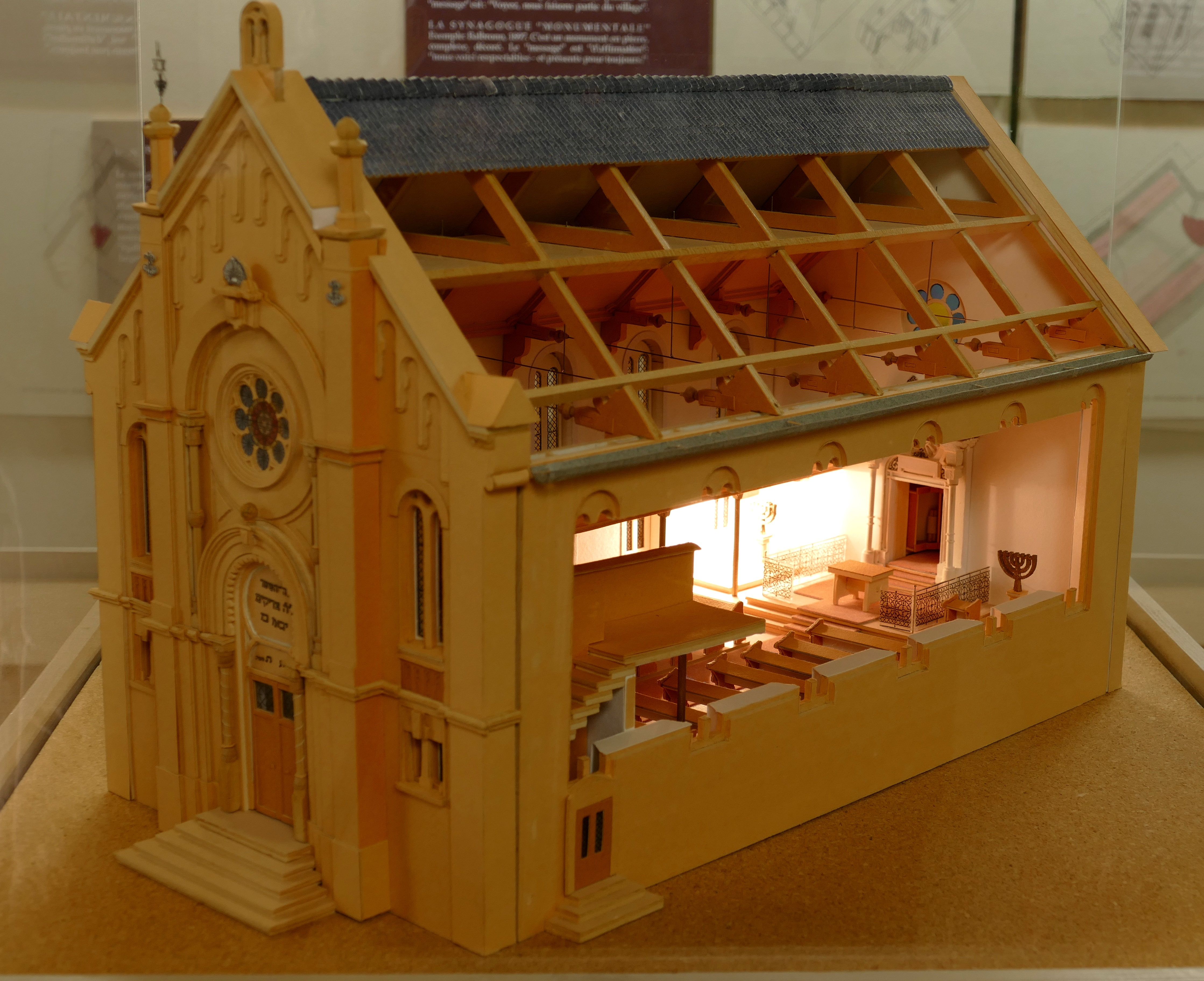
Musée judéo-alsacien, synagogue Balbronn.

Bernhard Cahn est né en 1793 à Balbronn en tant que premier enfant de la famille rabbinique Abraham et Ella Cahn. Enrôlé comme soldat, il a fait son service militaire dans les guerres de Napoléon contre la Russie. Blessé au combat, il est pris en charge dans un hôpital militaire de Mayence pendant le retrait des troupes françaises. Avec le soutien du rabbin de Mayence, il obtient un poste d'enseignant et de chantre pour la communauté juive de Kastel de l'autre côté du Rhin. Bernhard Cahn a travaillé pendant des décennies comme enseignant, chasan et schochet à Mayence-Kastel.
La synagogue de Balbronn a été construite en 1895. La synagogue de la rue des Femmes est classée Monument historique depuis 1999. La synagogue de campagne alsacienne diffère dans sa conception des autres grandes familles de synagogues de campagne en Europe. Moins monumentale que la synagogue allemande, italienne ou polonaise, elle réunit les seuls grands impératifs : s'inscrire dans l'axe du « Saint Cabinet », centralité de la « tribune », préservation d'une « salle communautaire » et surtout, « égalitaire » traitement des femmes, grâce à une immense mezzanine largement ouverte sur le volume de la synagogue. La synagogue, construite en 1895, fait partie des synagogues néo-romanes que l'Alsace a construites lors de l'annexion allemande. L'utilisation de l'arc en fer à cheval orientalisant marque le désir des communautés juives de créer un style hébreu différent des styles historicistes occidentaux qui étaient la tradition dans les lieux de culte catholiques et protestants. C'est un bâtiment rectangulaire avec six vitres. Aménagement intérieur classique : Dans le vestibule, deux escaliers mènent à la tribune ; L'intérieur est recouvert d'un revêtement de toit en forme de tronc en bois d'épicéa. Un premier lieu de culte juif est mentionné à Balbronn dès 1730, bien qu'il ne s'agisse que d'un oratorio dans une maison particulière. Compte tenu de l'expansion de la communauté juive, un bâtiment plus grand a été construit en 1895 pouvant accueillir près de 160 personnes. La synagogue en grès des Vosges de style néo-roman avec quelques influences de style oriental. Quelques points à considérer : la galerie des femmes à l'étage supérieur, soutenue par des colonnes élancées, et une arche sainte de grande qualité.

### Elbersforst
Près de Balbronn, se trouvait autrefois un village appelé Elbersforst qui se trouvait dans une vaste clairière. Sur cette clairière on trouve aujourd'hui une auberge. Une plaque indique que l'endroit est la propriété de l’œuvre Notre Dame. On peut encore apercevoir en dessus de la terrasse du restaurant des pierres qui proviennent de l'ancien village. Il s'agit d'anciennes fondations représentant plusieurs bâtiments de ce qui était appelé jadis Elbersforst. Cet ancien village médiéval fait l'objet depuis 2007 de fouilles archéologiques. Elbersforst faisait partie de Westhoffen qui dépendait de l'abbaye de Marmoutier.

## Politique et administration

### Découpage territorial

#### Commune et intercommunalités
La commune est membre de la Communauté de communes de la Mossig et du Vignoble.

### Élections municipales et communautaires

#### Liste des maires
| Période                                  | Période                   | Identité                                          | Étiquette | Qualité           |
| ---------------------------------------- | ------------------------- | ------------------------------------------------- | --------- | ----------------- |
| Les données manquantes sont à compléter. |                           |                                                   |           |                   |
| 2001                                     | En cours (au 31 mai 2020) | Daniel Reutenauer, Réélu pour le mandat 2020-2026 |           | Chargé de mission |

## Équipements et services publics

### Enseignement
Établissements d'enseignements : 
- Écoles maternelles à Balbronn, Westhoffen, Still.
- Écoles primaires à Balbronn, Flexbourg, Westhoffen, Still, Bergbieten.
- Collèges à Mutzig, Wasselonne, Marlenheim, Molsheim.
- Lycées à Molsheim, Urmatt.

### Santé
Professionnels et établissements de santé :
- Médecins à Westhoffen, Bergbieten, Still, Wolxheim, Wasselonne.
- Pharmacies à Westhoffen, Soultz-les-Bains, Wasselonne, Marlenheim.
- Hôpitaux à Mutzig, Molsheim, Rosheim, Reutenbourg, Obernai.

## Population et société

### Démographie

#### Pyramide des âges
L'évolution du nombre d'habitants est connue à travers les recensements de la population effectués dans la commune depuis 1793. Pour les communes de moins de 10 000 habitants, une enquête de recensement portant sur toute la population est réalisée tous les cinq ans, les populations de référence des années intermédiaires étant quant à elles estimées par interpolation ou extrapolation. Pour la commune, le premier recensement exhaustif entrant dans le cadre du nouveau dispositif a été réalisé en 2004.

En 2022, la commune comptait 677 habitants, en évolution de +4,31 % par rapport à 2016 (Bas-Rhin : +3,17 %, France hors Mayotte : +2,11 %).
| 1793 | 1800 | 1806 | 1821 | 1831  | 1836  | 1841  | 1846  | 1851  |
| ---- | ---- | ---- | ---- | ----- | ----- | ----- | ----- | ----- |
| 935  | 904  | 921  | 993  | 1 103 | 1 081 | 1 076 | 1 140 | 1 093 |

| 1856 | 1861  | 1866  | 1871  | 1875  | 1880 | 1885  | 1890  | 1895  |
| ---- | ----- | ----- | ----- | ----- | ---- | ----- | ----- | ----- |
| 994  | 1 033 | 1 062 | 1 019 | 1 010 | 994  | 1 014 | 1 028 | 1 003 |

| 1900 | 1905 | 1910 | 1921 | 1926 | 1931 | 1936 | 1946 | 1954 |
| ---- | ---- | ---- | ---- | ---- | ---- | ---- | ---- | ---- |
| 905  | 885  | 852  | 687  | 652  | 642  | 639  | 618  | 589  |

| 1962 | 1968 | 1975 | 1982 | 1990 | 1999 | 2004 | 2006 | 2009 |
| ---- | ---- | ---- | ---- | ---- | ---- | ---- | ---- | ---- |
| 594  | 600  | 587  | 563  | 581  | 602  | 652  | 657  | 631  |

| 2014 | 2019 | 2022 | - | - | - | - | - | - |
| ---- | ---- | ---- | - | - | - | - | - | - |
| 636  | 670  | 677  | - | - | - | - | - | - |

### Cultes
- Culte protestant, Paroisse de Balbronn[25].
- Culte catholique, Église Annexe de Flexbourg (Sainte Catherine) (Balbronn)[26], Diocèse de Strasbourg.

## Économie

### Entreprises et commerces

#### Agriculture
- Culture de la vigne.
- Culture de céréales, de légumineuses et de graines oléagineuses.
- Exploitation forestière.
- Élevage d'autres animaux.

#### Tourisme
- Hôtellerie et restauration à Balbronn, Still, Soulz-les-Bains.

#### Commerces
- Commerces et services de proximité.

## Culture locale et patrimoine

### Lieux et monuments
- Église protestante fortifiée - Main de fer du Chevalier Hans Von Mitelhausen[27],[28].

- Vestiges église[29].

- L'église Sainte-Catherine de Balbronn[30],[31].

3 verrières.
Croix monumentale.
- Synagogue[34],[35],[36], et maison de juifs[37].

- Vestiges du château[38],[39].
- Cimetière catholique et protestant[40].
- Croix de cimetière[41].
- Monument aux morts[42] : Conflits commémorés : Guerre 1939-1945.

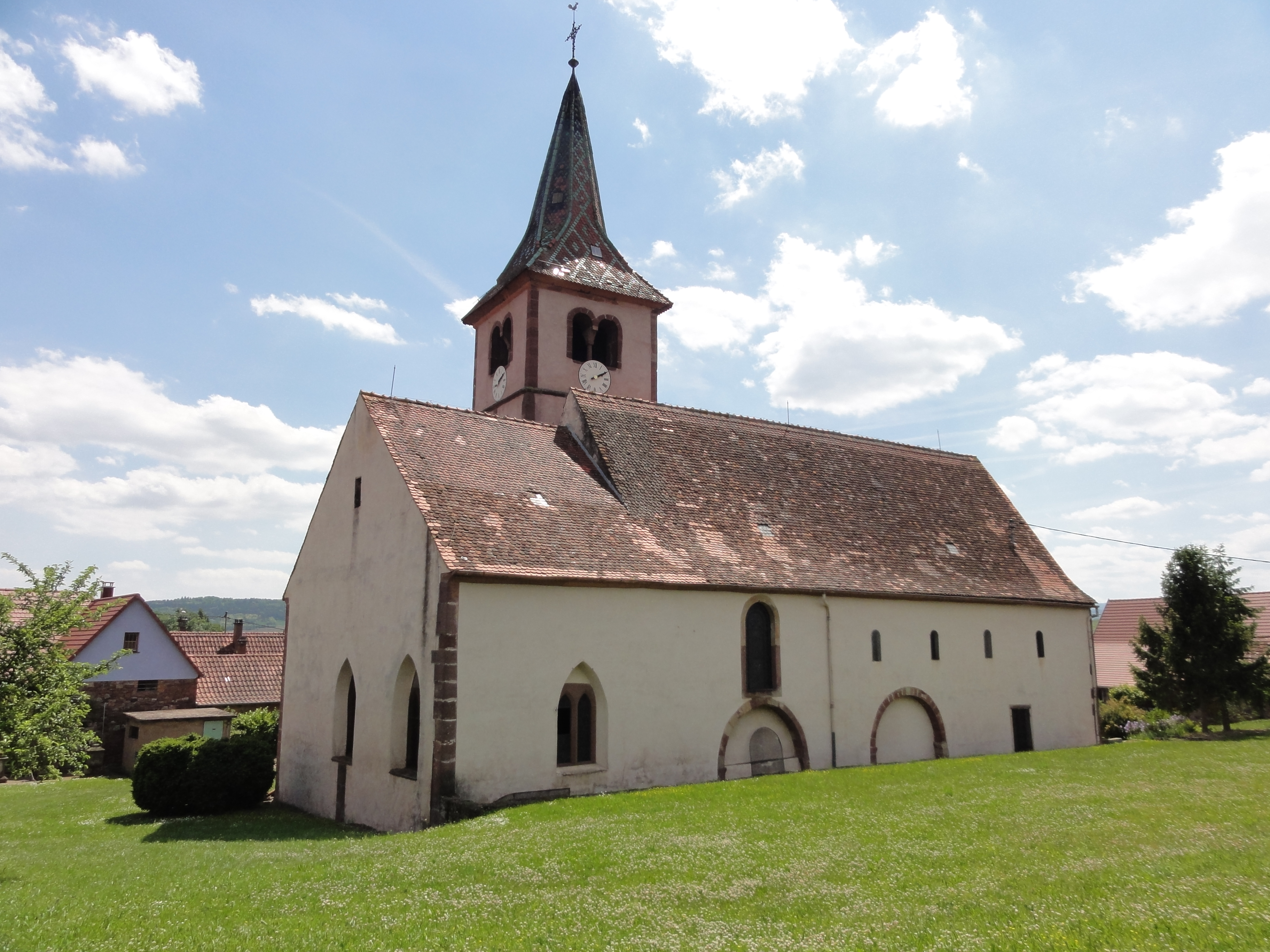
Église protestante de Balbronn.
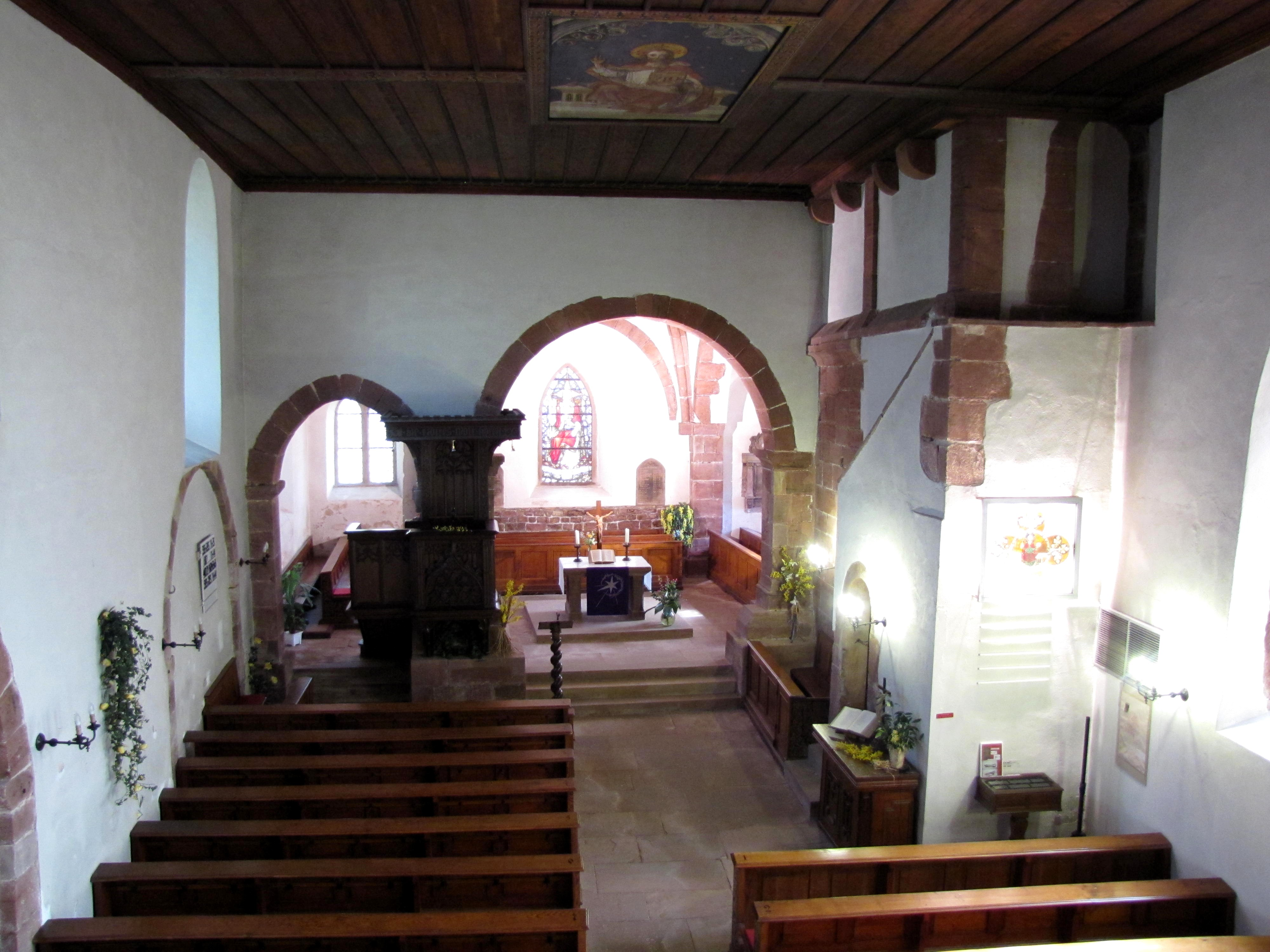
Intérieur de l'église.
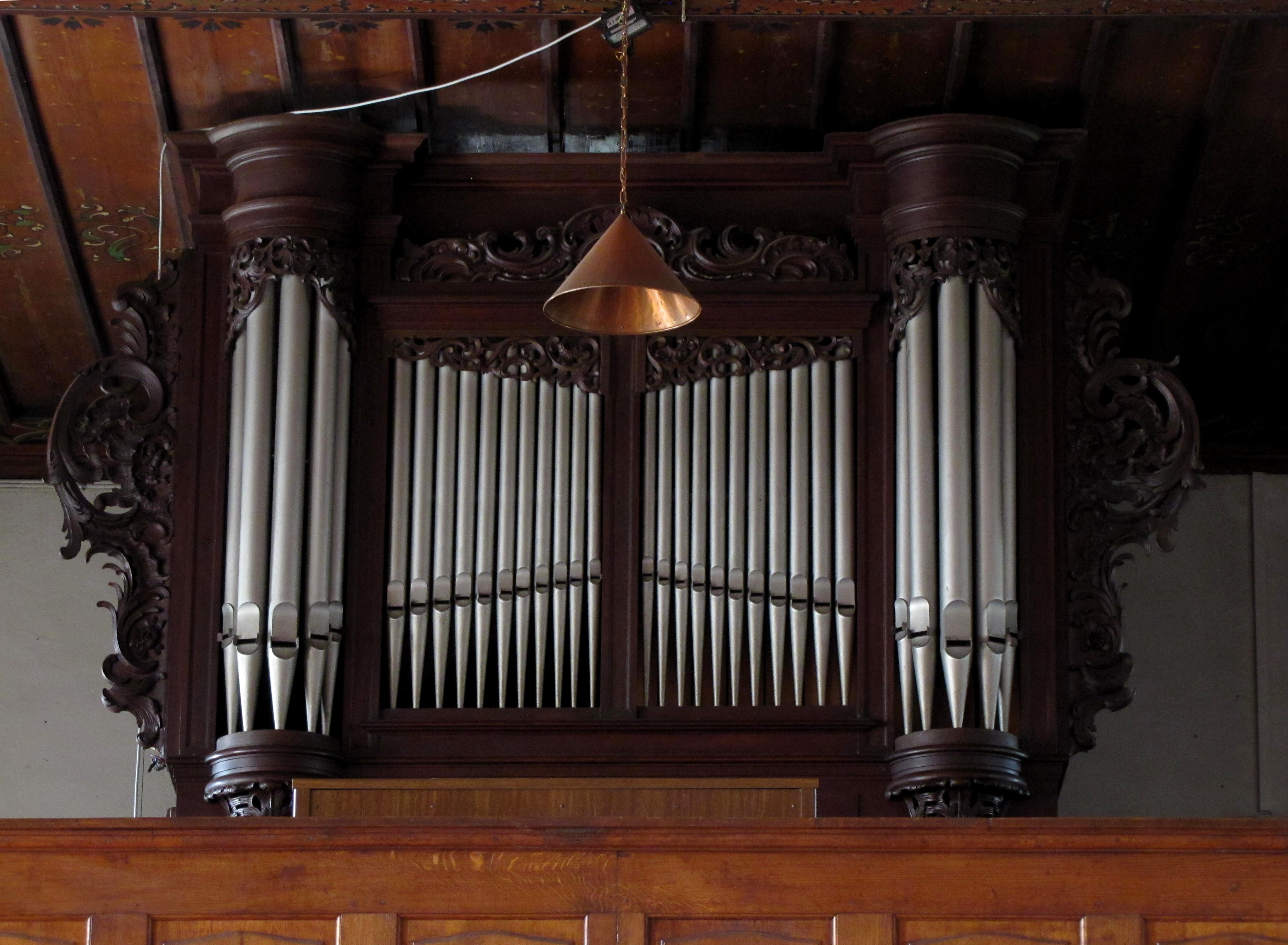
Orgue Johann Andreas Silbermann-Link (1747-1908).
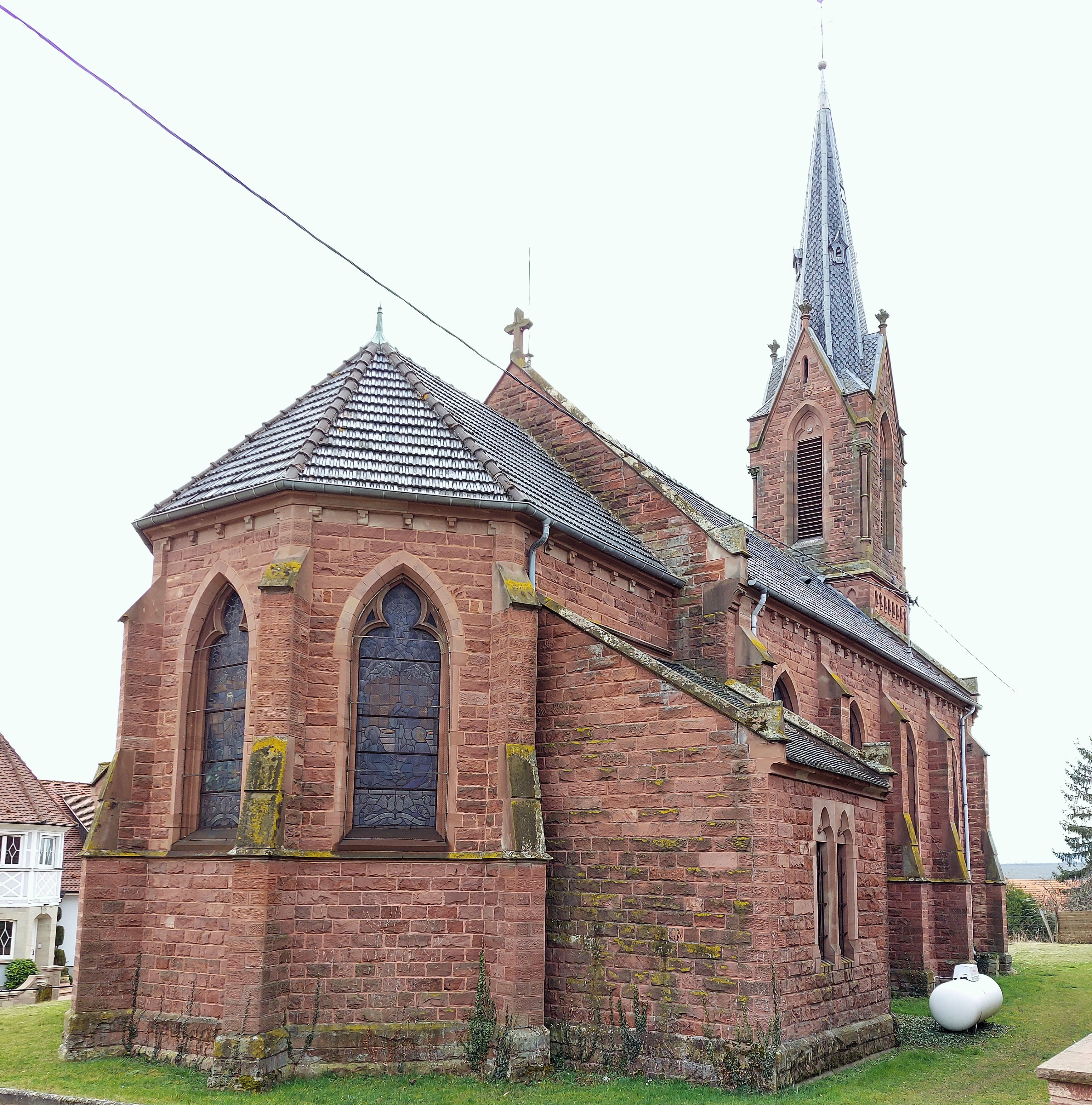
Église Sainte-Catherine.
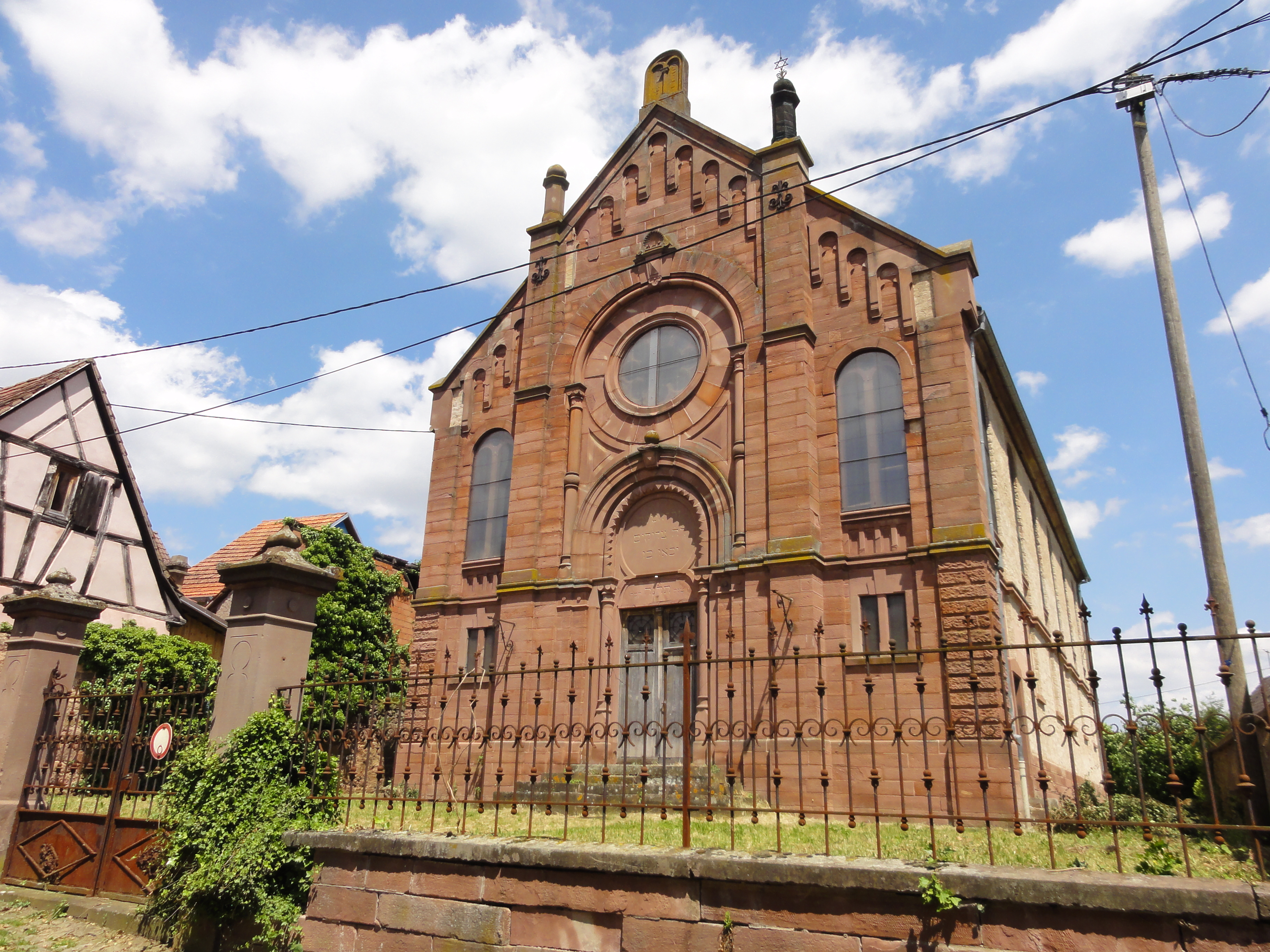
Synagogue de Balbronn.
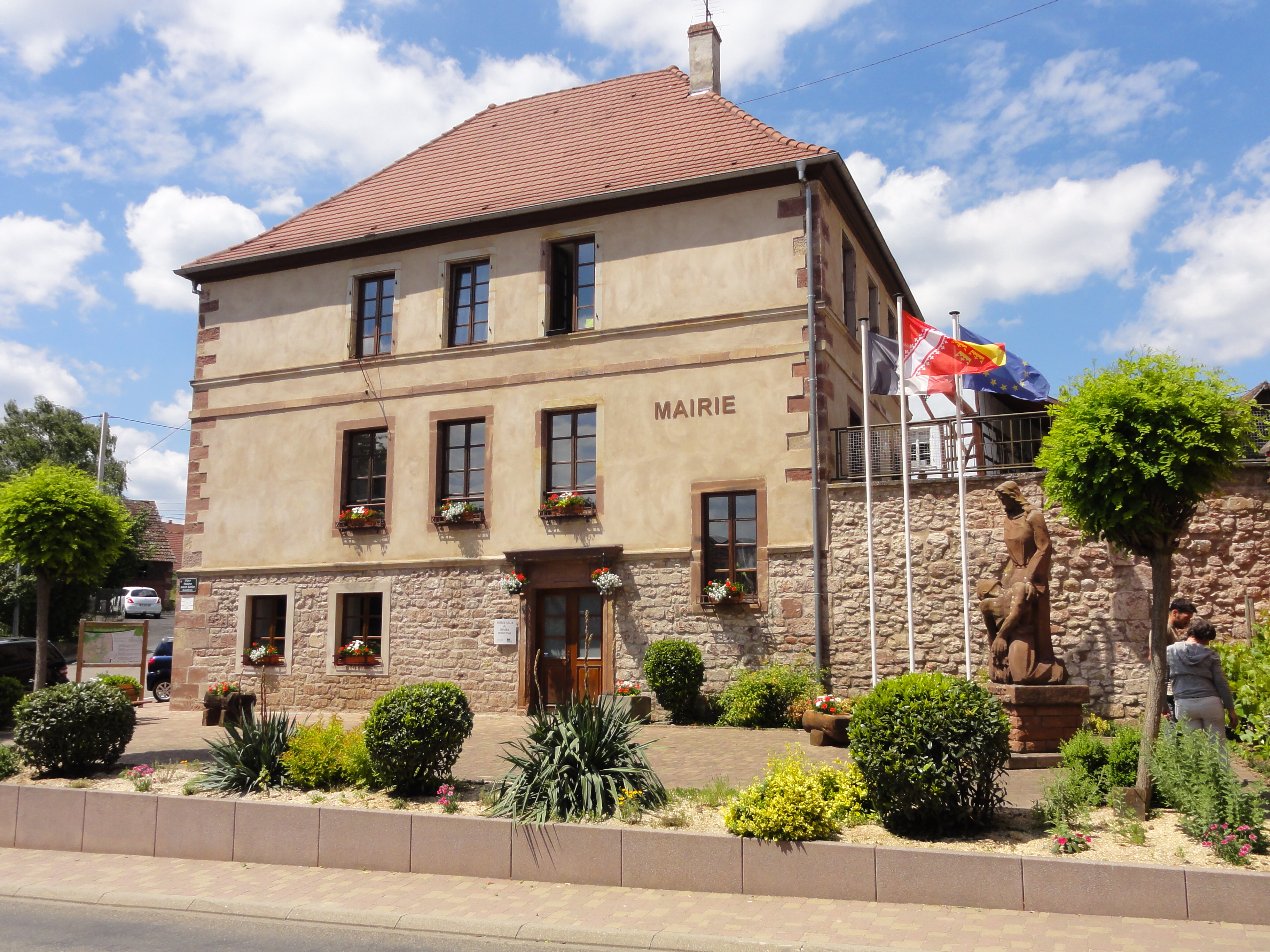
Ancienne école (1834)[43], actuellement mairie, 170 place du Pasteur-Albert-Kiefer.
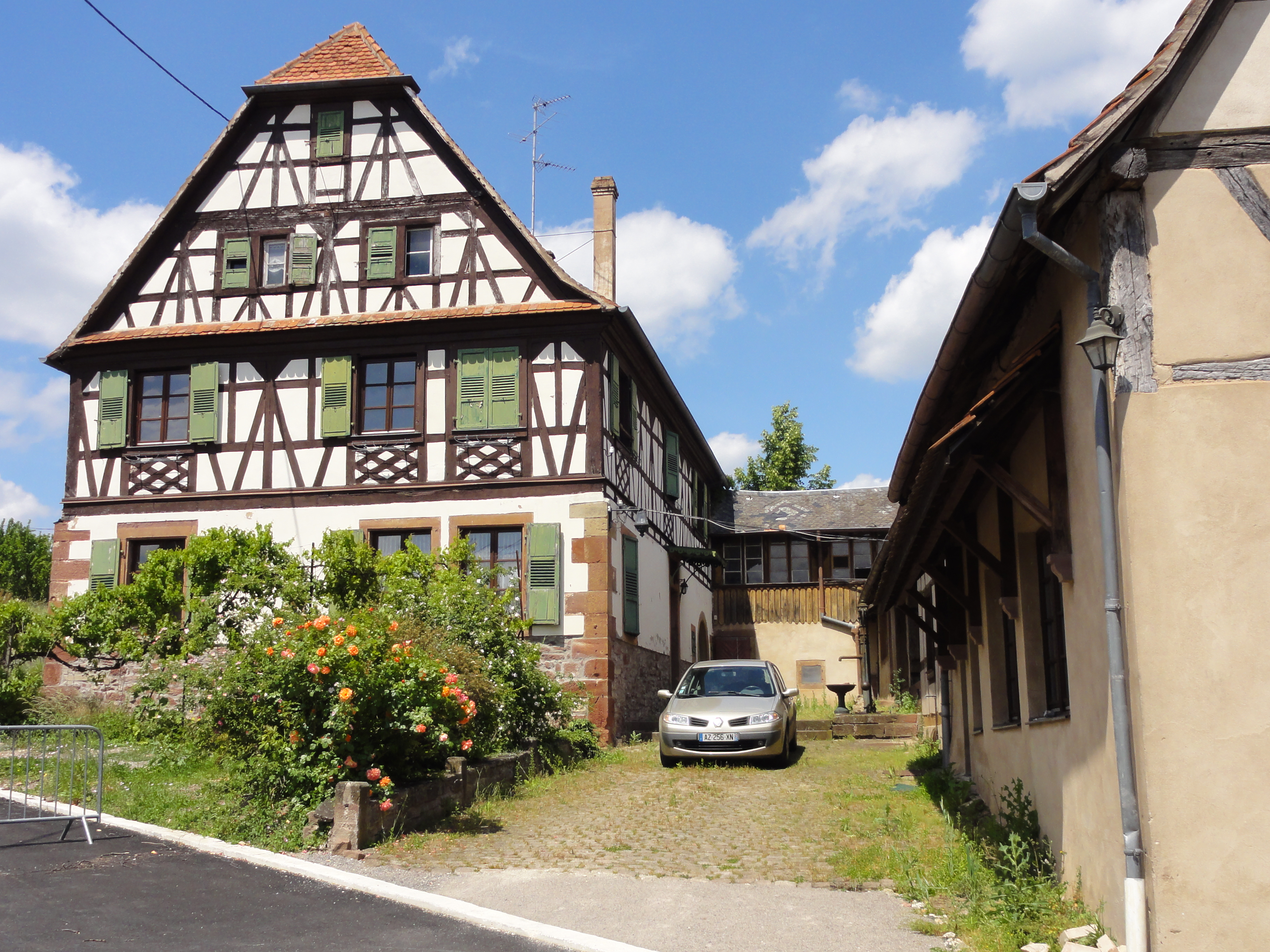
Presbytère protestant (1732, 173 rue du Fossé).

### Personnalités liées à la commune
- Édouard Winterhalter Édouard Winterhalter (1924–2019), résistant, maquisard, maire adjoint de Bischheim, figure du PCF, est né à Balbronn le 7 octobre 1924.
- Jules Bauer

### Héraldique
| Blason de Balbronn | Blason  | De gueules à la fontaine d'argent accompagnée de quatre roses d'or ordonnées 2 et 2. |
| Blason de Balbronn | Détails | Armes parlantes (Bronn, forme dérivée de Brunne signifie « fontaine » en allemand).  |